# Otobreda 127/54 Compact
Le canon Otobreda 127mm / 54 Compact, construit par l'entreprise italienne OTO Melara,  est entré en service au début des années 1970. Il est le successeur des systèmes navals américains 127/38 de la Seconde Guerre mondiale fournis à l'Italie. 

## Description
Lors de la phase de conception, il aurait dû s'agir d'un nouveau 135/53 dérivé des systèmes jumeaux 135/45 du lance-missiles Garibaldi, de sorte qu'en 1968 les canons des tourelles 135/45 de Garibaldi ont été allongés pour tester les canons 135/53 qui devaient équiper l'Audace alors en planification. Finalement, la standardisation dans le calibre OTAN a été préférée. 
Son but principal, comme celle de l'artillerie soviétique contemporaine, est la défense antiaérienne plutôt que la simple présence en tant qu'arme à rôles multiples. Pour cette raison, il a une masse considérable (37,5 tonnes) et 66 munitions prêtes à être utilisées dans trois magasins. Il équipe des corvettes, des frégates et des destroyers. 
Il existe une version améliorée appelée Otobreda 127/54 Lightweight, avec une masse réduite à 22 tonnes comparée aux 37,5 tonnes du Compact (avec une cadence de tir de 40 coups par minute, conçue pour concurrencer le Mk 45 USA). 
Le canon peut utiliser le système de munitions Vulcano avec des balles ayant la caractéristique d'avoir une portée plus grande que les munitions traditionnelles du même calibre et, pour certaines versions, un système de guidage permettant des attaques de précision contre des cibles navales ou terrestres. Des projectiles de calibres différents peuvent être tirés (12 mm et 155 mm) par l' intermédiaire d'un système d'entretoises perdues. Ils peuvent appartenir à la catégorie APFSDS (obus flèche en langage courant). Ils sont dotés de la technologie HEFSD (High explosifs Fin Stabilisé Discarding), technique du Sabot qui utilise un projectile à haute explosivité, stabilisé avec rabats, à abandon de la coquille. 
La nouvelle version à canon allongé, appelée 127/64, trouve sa place sur la nouvelle frégate italo-française FREMM.

## Utilisateurs

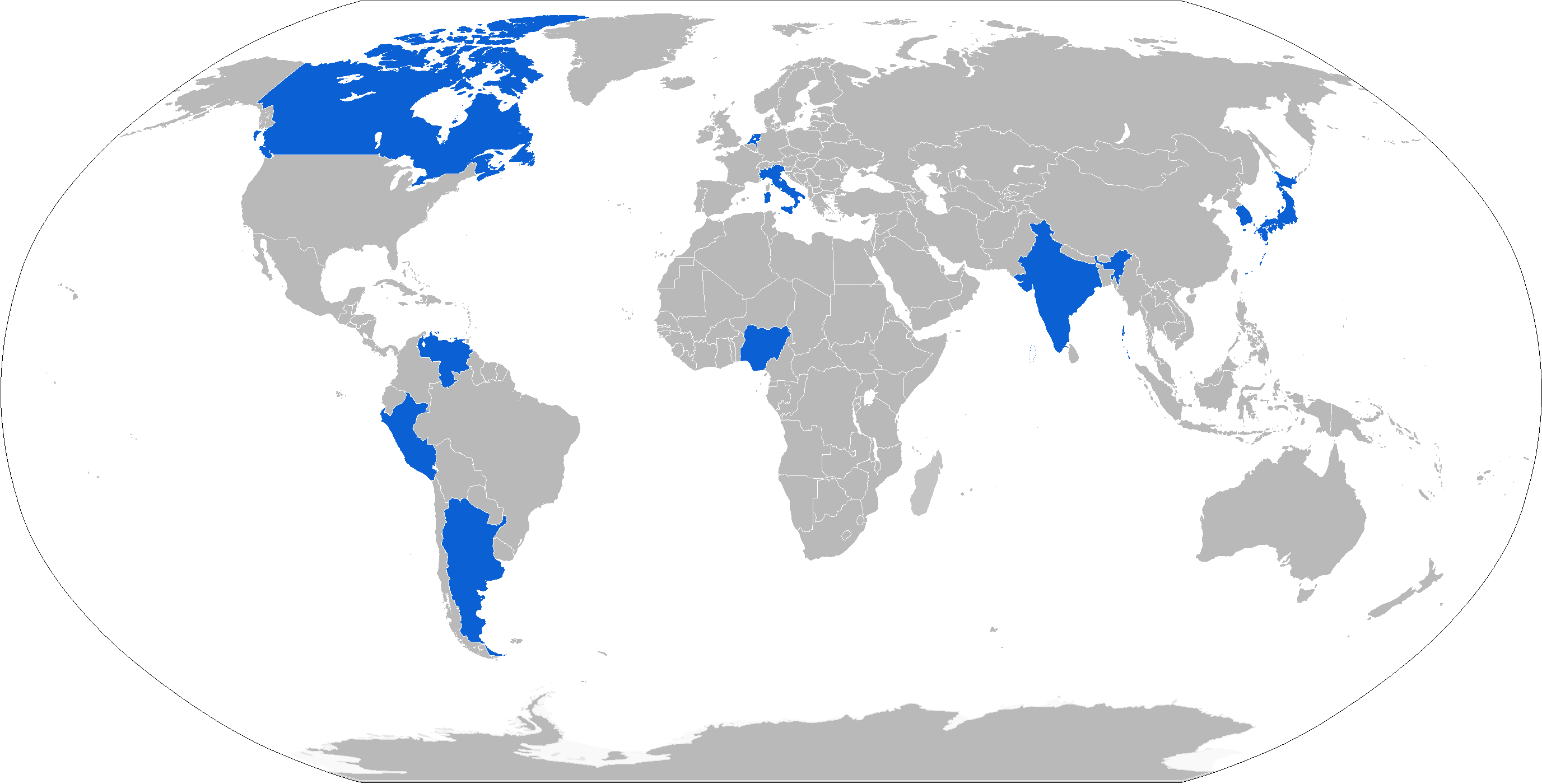
Utilisateurs de l'Oto Melara 127 en bleu

Le canon Otobreda 127/54 Compact est utilisé ou a été utilisé dans les classes de navires suivantes : 
- La marine Argentine sur des destroyers de la Classe Almirante Brown.
- Marine royale canadienne : Le Otobreda 127/54 a équipé les Forces canadiennes Commandement maritime pour les quatre destroyers de la classe Iroquois avant leur conversion au début des années 90 essentiellement comme bâtiments anti-sous-marins et des navires antiaériens. Ils ont été remplacés par le Otobreda 76 mm ; les canons 127/54 ont ensuite été vendus aux Pays-Bas et installés sur les frégates Classe De Zeven Provinciën.
- Marine royale néerlandaise auprès des frégates de la classe De Zeven Provinciën.
- Marine militaire italienne auprès :
  - Des destroyers de la classe Audace (en désarmement); 2 × 1[1]
  - Des destroyers de la classe Luigi Durand de la Penne 2 ×
  - Des torpilleurs de la classe Lupo (vendue au Pérou) : 4 ×
  - Des frégates de la classe Maestrale 8 × 1
  - Des destroyers de la classe Soldati : 4 × 1[2]